# 千利休
千利休（平假名：せんの りきゅう 或 せん りきゅう；1522年—1591年4月21日），是出身日本戰國時代與安土桃山時代堺地區的茶道宗師，他被認為使茶道完善並提升至藝術的境界。
他改變茶道有關程序規則、器皿、茶館建築、茶園景觀等方面的定義。他的茶道風格近似於村田珠光。他的美學原則奠基於「侘」和「寂」等概念。他在生前招收許多當時日本社會菁英作為其茶道等技藝的傳承者，並被認為對日本傳統文化中的藝術標準和社會禮儀影響甚大。
他也被與今井宗久、津田宗及合稱為「天下三宗匠」。

## 生平
千利休的祖父為千阿彌， 以千為姓，為室町幕府足利義政同朋眾一員，应仁之乱時因被懷疑通敵逃亡至堺，後復出服侍足利義尚直到義尚於近江征伐六角氏時戰死，因病回到堺養病，父親田中與兵衛(法名一忠了専)自稱新田里見田中氏一族，但無據可考，在和泉國的堺經營魚問屋(批發)，名稱為「魚屋（ととや）」，為堺會合眾納屋十人眾其中一人。出身於「時宗」的僧侶階層但較為富裕的家庭。幼名叫与四郎（與四郎），法名則為宗易（そうえき）、居士齋號為抛筌齋（ほうせんさい）。他從小就愛好茶道，17歲拜北向道陳為師，不久向武野紹鷗學習「寂茶」。1540年19歲時父親與兵衛過世，同年改名為宗易，號抛筌齋。廣為世人熟知的“利休”之名，乃因1585年豐臣秀吉在皇宮開設茶會，向正親町天皇獻茶，並準備於此時就任關白、太政大臣以及受天皇御賜「豐臣」之姓氏。因此天皇賜給「利休」之居士號，在此之前，他對外一直用千宗易的本名。
他因擅長茶湯曾幫松永久秀於永祿八年舉辦多聞山茶會，三年後隨久秀成為織田信長的茶頭。信長死後，他轉而侍奉豐臣秀吉。1587年起他主辦秀吉發起的北野大茶湯， 成為天下第一的茶匠，聲名達到頂點，並獲三千石知行地。之後發生「黃金茶室」事件發生爭執，小田原之戰時在陣城其弟子成為秀吉茶頭的山上宗二，於談話中觸怒秀吉而被流放，之後投靠後北條氏，利休被處死的真實原因不明，但轉折點是從金毛閣建成之後， 國師春屋宗園應利休之請所寫的山門供養中，千門萬戶一時開此句激怒了秀吉，进而因為作為資助大德寺三門重造的千利休在山門金毛閣上放置自己的木雕像，二年後被石田三成等人彈劾，千利休曾找細川忠興、古田織部、德川家康與前田利家向秀吉說情，但沒有結果，被秀吉敕令回堺閉門思過（蟄居，自我幽禁），尚未返回堺市，即被豐臣秀吉召回京都，木像被處以腰斬，利休居士被則被命令切腹，切腹時遺留辭世之句為：
|  | 人生七十 咄嗟叱咤 吾這寶劍 祖佛共殺 持慣用之一太刀 今時此刻拋身於天 |

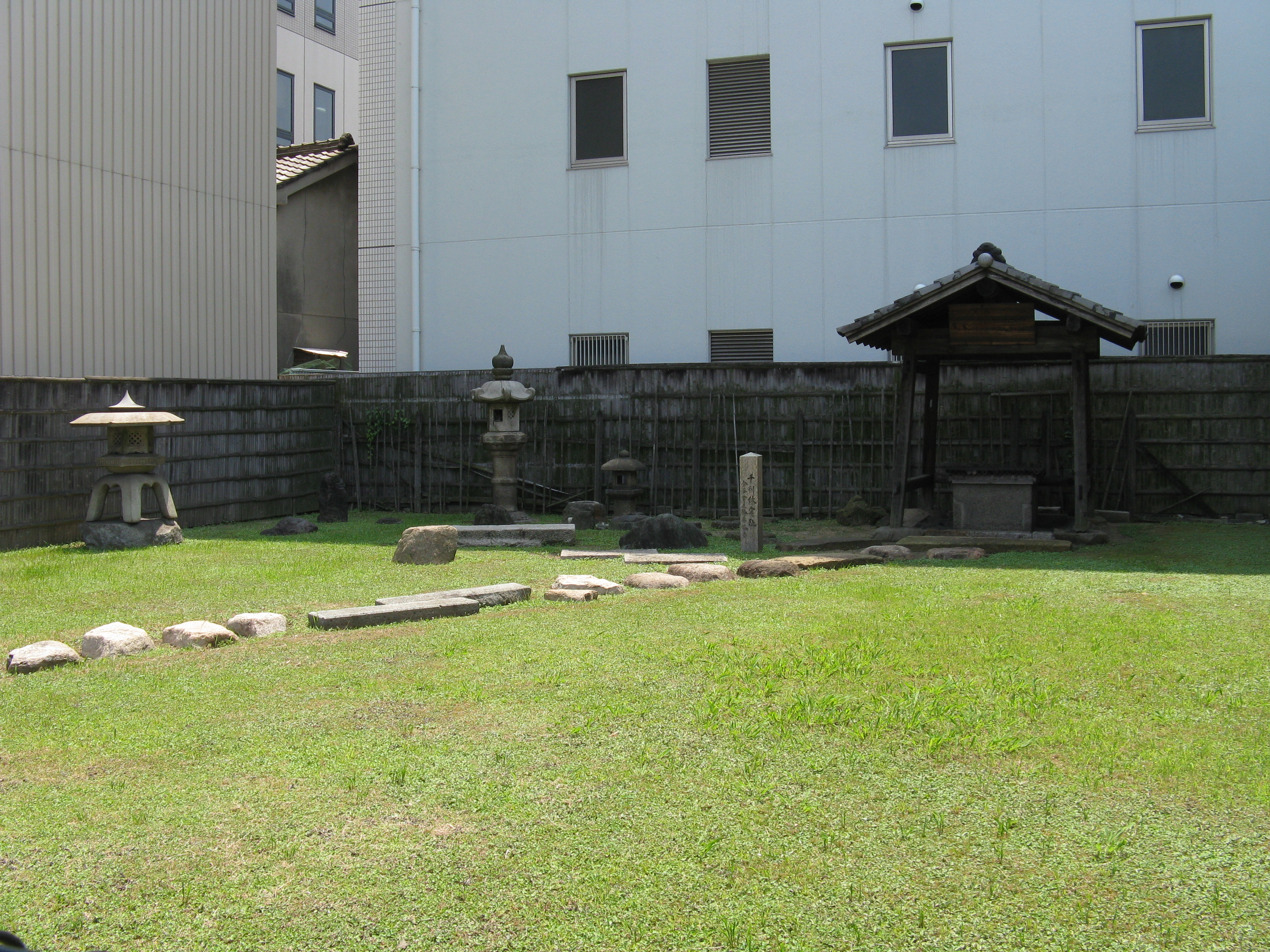
千利休故居遗址，堺市堺区宿院町西1丁

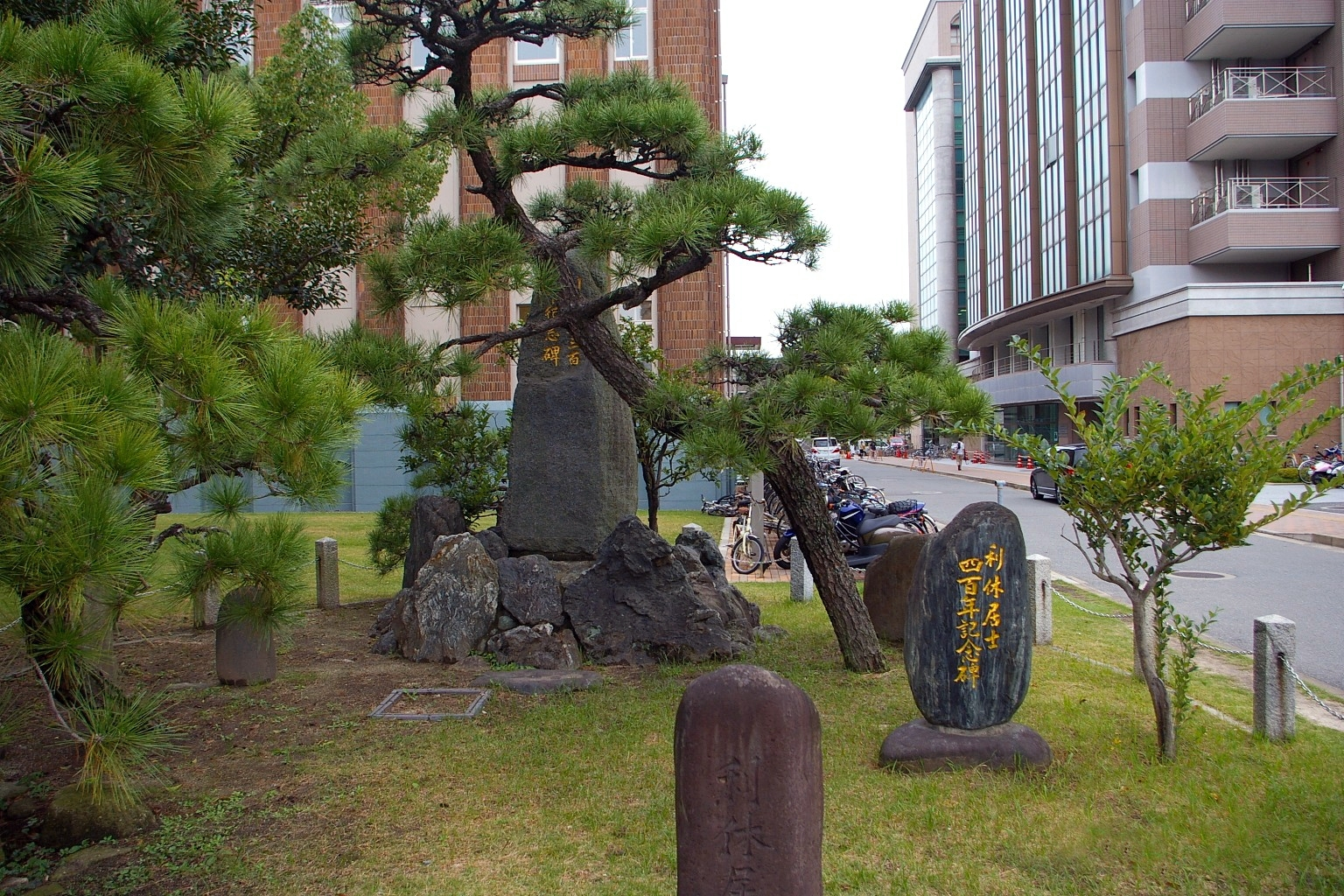
利休居士四百年纪念碑，九州大学馬出地区内

## 死罪的原因
利休觸怒秀吉，造成死罪的原因，通說是「大德寺三門（金毛閣）改修之際的增上慢，在樓門的二階設置自身的木像，要秀吉和天皇從下方通過」，但是也有以下各種說法，原因仍不明。一說秀吉只命令利休蟄居，無意判處他死罪，但是利休完全不做解釋、謝罪，更加惹怒秀吉，所以被命令切腹之說。
- 利休讓春屋宗園為其金毛閣落成所寫的山門供養禪詩中「千門萬戶一時開」此句觸怒了豐臣秀吉，認為利休的影響似乎超越了自己
- 利休以低價茶器以高額賣出，中飽私囊。
- 利休擅自攜出二條天皇陵之石，用作手水鉢、庭石等。
- 利休和秀吉在茶道和美學的看法上對立：
  - 秀吉喜欢以茶宴来炫富和宣示权力，在大阪城中裝修富麗堂皇又寬敞的黃金茶室進行茶會，又愛用金色和赭红色等颜色鲜艳的茶具。但利休坚持静寂、平淡和充满禅意的“侘茶”，也只用黑色和土色等颜色淡薄的「樂燒」茶具，而且在簡陋狹窄的「待庵」茶室中舉行茶會，他的茶室不論身份高低，任何人一律要跪著穿過一個叫「躙口」的小通道進入，以表示茶室之内人人平等，但秀吉覺得利休這樣是在貶低他的高貴身份。
  - 有一次利休擅自將秀吉賜給他的牽牛花全部摘掉，只留下一朵花放在茶室中。後來秀吉也送了一束梅樹剪枝給利休，利休卻把樹枝上的梅花全部拔掉並把它們散在一個水盤上。
- 秀吉希望納利休女兒為妾，但是利休以「不希望被認為是靠女兒出仕」而拒絕，秀吉因此事懷恨。
- 秀吉企圖獨占交易，利休想保護堺的權益，因此被厭惡。
- 利休被捲入豐臣秀長死後豐臣政權內的政治鬥爭。
- 利休對秀吉入侵朝鮮的決定始終堅持以反對的態度來表示自己的不滿。
- 利休所修行的南宗寺和德川家康有密切的關係，秀吉懷疑家康派間諜在茶中下毒圖謀毒害他。
- 也因爲利休在日本社会中的人望太高，很多武士以及大名來找他請教茶道或談論政治上的事情，招來了秀吉的妒忌。

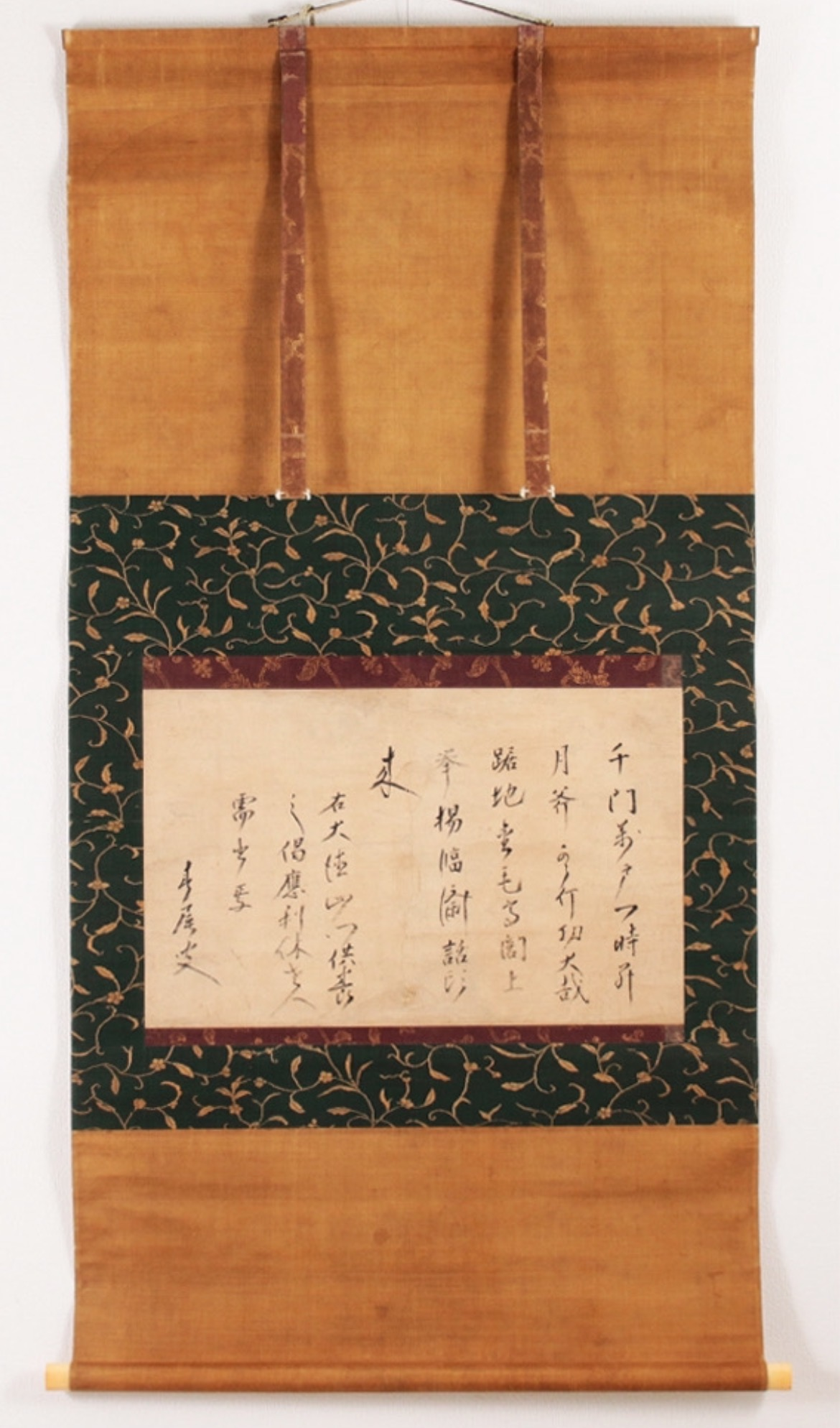
大徳寺山門供養之偈

## 利休七哲
利休七哲是千利休七位著名弟子的合稱，出自江岑宗左（逢源齋）所著的江岑夏書。
- 細川忠興（三齋）
- 古田重然（織部）
- 芝山宗綱（日语：芝山宗綱）（監物）
- 高山重友（右近/南坊）
- 牧村利貞（日语：牧村利貞）（兵部）
- 蒲生氏鄉
- 瀬田正忠（日语：瀬田正忠）（掃部）

之後出現加上織田長益（有樂齋）、千道安、荒木村重（道薰）並稱十哲的說法，另有除去千道安，改列前田利長、有馬豐氏或金森長近的說法。

## 登場作品
小說
- 茶道太閤記（学芸社、海音寺潮五郎著）
- 阿吟樣（淡交社、今東光著）
- 秀吉與利休（中央公論新社、野上彌生子著）
- 千利休與其妻子們（主婦之友社（日语：主婦の友社）、三浦綾子著）
- 本覺坊遺文（講談社、井上靖著）
- 利休啾啾（講談社、澤田ふじ子（日语：澤田ふじ子）著）
- 利休（文藝春秋、星川清司著）
- 千家再興（讀賣新聞、井ノ部康之（日语：井ノ部康之）著）
- 探索利休（PHP研究所、山本兼一著）

影視劇
- 阿吟樣（1960年、CX、演：三津田健）
- 阿吟樣（1962年、松竹、演：中村鴈治郎（日语：中村鴈治郎 (2代目)））
- 利休切腹（1963年、NHK、演：柳永二郎）
- 太閤記（1965年、NHK大河劇、演：島田正吾）
- 阿吟樣（1968年、NET、演：三島雅夫）
- 大坂城之女（日语：大坂城の女）（1970年、KTV、演：志村喬）
- 黃金的日子（日语：黄金の日日）（1978年、NHK大河劇、演：鶴田浩二）
- 女太閤記（1981年、NHK大河劇、演：内藤武敏）
- 獨眼龍政宗（1987年、NHK大河劇、演：池部良）
- 千利休 本覺坊遺文（日语：千利休 本覺坊遺文）（1989年、東宝、演：三船敏郎）
- 利休（日语：利休 (映画)）（1989年、松竹、演：三國連太郎）
- 千利休〜猶如雪間草望春來〜（日语：千利休 〜春を待つ雪間草のごとく〜）（1990年、MBS、演：田村高廣）
- 信長KING OF ZIPANGU（1992年、NHK大河劇、演：伊藤孝雄）
- 豐臣秀吉 獲取天下！（日语：豊臣秀吉 天下を獲る!）（1995年、TX、演：岸部一德）
- 影武者織田信長（1996年、ANB、演：米倉齊加年（日语：米倉斉加年））
- 秀吉（1996年、NHK大河劇、演：仲代達矢）
- 泰然的道頓：和秀吉爭奪女人的男人（日语：けろりの道頓 秀吉と女を争った男）（1999年、KTV、演：織本順吉）
- 利家與松（2002年、NHK大河劇、演：古谷一行）
- 大友宗麟 追求心之王國（日语：大友宗麟 心の王国を求めて）（2004年、NHK、演：林与一）
- 功名十字路（2006年、NHK大河劇、演：鈴木宗卓）
- 太閤記 獲取天下的男人・秀吉（日语：太閤記〜天下を獲った男・秀吉）（2006年、EX、演：藤田真（日语：藤田まこと））
- 大盗石川五右卫门（2009年、松竹、演：平幹二朗）
- 天地人（2009年、NHK大河劇、演：神山繁）
- 戰國疾風傳 二人軍師（日语：戦国疾風伝 二人の軍師 秀吉に天下を獲らせた男たち）（2011年、TX、演：杜澤泰文）
- 江~公主們的戰國~（2011年、NHK大河劇、演：石坂浩二）
- 信長的主廚（2013年、EX、演：大和田獏）
- 一代茶聖千利休（日语：利休にたずねよ#映画）（2009年、東映、演：市川海老藏）
- 臥龍之天 伊達政宗：被喚為獨眼龍的男人（2013年、BS-TBS、演：左頓平（日语：左とん平））
- 軍師官兵衛 （2014年、NHK大河劇、演：伊武雅刀）
- 真田丸（2016年、NHK大河劇、演：桂文枝（日语：桂文枝 (6代目)））
- 花戰（日语：花戦さ）（2017年、東映、演：佐藤浩市）

漫画
- 战国鬼才传（講談社、山田芳裕（日语：山田芳裕）作）
- 我是利休（集英社、早川光（日语：早川光）作・連打一人（日语：連打一人）畫）

游戲
- 信長的野望系列
- 太閣立志傳系列
- 戰國BASARA4 皇
- Fate/Grand Order